# Anticamera Pontificia
Als Anticamera Pontificia (italienisch für päpstliches Vorzimmer) werden die Teile des Apostolischen Palastes bezeichnet, in denen der Papst Privataudienzen gewährt und ausländische Staatsoberhäupter, Regierungsmitglieder und Diplomaten empfängt. Gelegentlich wird der Begriff auch als Bezeichnung für die Gesamtheit derjenigen Personen verwendet, die in ihr ihren Dienst versehen (wie beispielsweise die Sediari pontifici).